# Капітолій штату Флорида
Капітолій штату Флорида (англ. The Florida State Capitol) — громадська будівля, місцеперебування (осідок) обох палат законодавчого органу Флориди, розміщений у м. Таллахассі. Розміщується на перехресті парку Апалачі та вулиці Монро. Капітолій складається з історичної будівлі (Історичний Капітолій або Старий Капітолій), в якій є музей, Законодавчий науково-дослідний центр та музей Флориди, та новішої будівлі 1978 року будівництва, котра є хмарочосом на 22 поверхи.